# Závist (Rybník)
Závist (německy Neid) je malá vesnice, část obce Rybník v okrese Domažlice v Plzeňském kraji. Nachází se asi tři kilometry jižně od Rybníka. Je zde evidováno 15 adres. V roce 2011 zde trvale žilo šest obyvatel.
Závist leží v katastrálním území Závist u Rybníku o rozloze 8,71 km². Na zmíněném katastrálním území, asi jeden kilometr vzdušnou čarou východně od vesnice, se nachází pramen řeky Radbuzy.

## Historie
První písemná zmínka o vesnici pochází z roku 1644.

## Přírodní poměry
Území se nachází v geomorfologickém celku Český les v podcelku Čerchovský les. Horninové podloží tvoří pararuly geologické oblasti moldanubikum.
Oblast se nachází na rozvodí Černého moře a Severního moře. Přímo v Závisti stojí chalupa, z jejíž severní střechy teče voda do Severního a z jižní střechy do Černého moře. Na katastrálním území Závist u Rybníku, asi 1 km vzdušnou čarou východně od vesnice, se nachází pramen řeky Radbuzy a pramen Nemanického potoka. Přímo ve vesnici stojí dům č.p. 17 přímo na evropském rozvodí. Voda ze severní strany střechy teče do řeky Radbuzy, poté do Vltavy, Labe a končí v Severním moři. Voda z jižní strany střechy teče do Nemanického potoka, potom do Náby, Dunaje a končí v Černém moři.

## Obyvatelstvo
Při sčítání lidu v roce 1921 zde žilo 149 obyvatel, všichni německé národnosti, kteří se hlásili k římskokatolické církvi.
| Rok            | 1869 | 1880 | 1890 | 1900 | 1910 | 1921 | 1930 | 1950 | 1961 | 1970 | 1980 | 1991 | 2001 | 2011 | 2021 |
| -------------- | ---- | ---- | ---- | ---- | ---- | ---- | ---- | ---- | ---- | ---- | ---- | ---- | ---- | ---- | ---- |
| Počet obyvatel | 165  | 155  | 130  | 132  | 149  | 149  | 161  | 74   | 74   | 33   | 23   | 10   | 5    | 6    | 15   |
| Počet domů     | 19   | 20   | 20   | 19   | 21   | 21   | 23   | 20   | –    | 6    | 5    | 4    | 7    | 7    | 7    |

| Rok            | 1869 | 1880 | 1890 | 1900 | 1910 | 1921 | 1930 | 1950 | 1961 | 1970 | 1980 | 1991 | 2001 | 2011 | 2021 |
| -------------- | ---- | ---- | ---- | ---- | ---- | ---- | ---- | ---- | ---- | ---- | ---- | ---- | ---- | ---- | ---- |
| Počet obyvatel | 447  | 463  | 455  | 403  | 422  | 371  | 334  | 76   | 74   | 33   | 23   | 10   | 5    | 6    | 15   |
| Počet domů     | 47   | 52   | 54   | 52   | 50   | 48   | 51   | 27   | –    | 6    | 5    | 4    | 7    | 7    | 7    |

## Obecní správa
Při sčítání lidu v letech 1850–1953 Závist byla samostatnou obcí v okrese Horšovský Týn (v letech 1850–1910 Horšův Týn). Od roku 1954 je částí obce Rybník v okrese Domažlice.

## Galerie

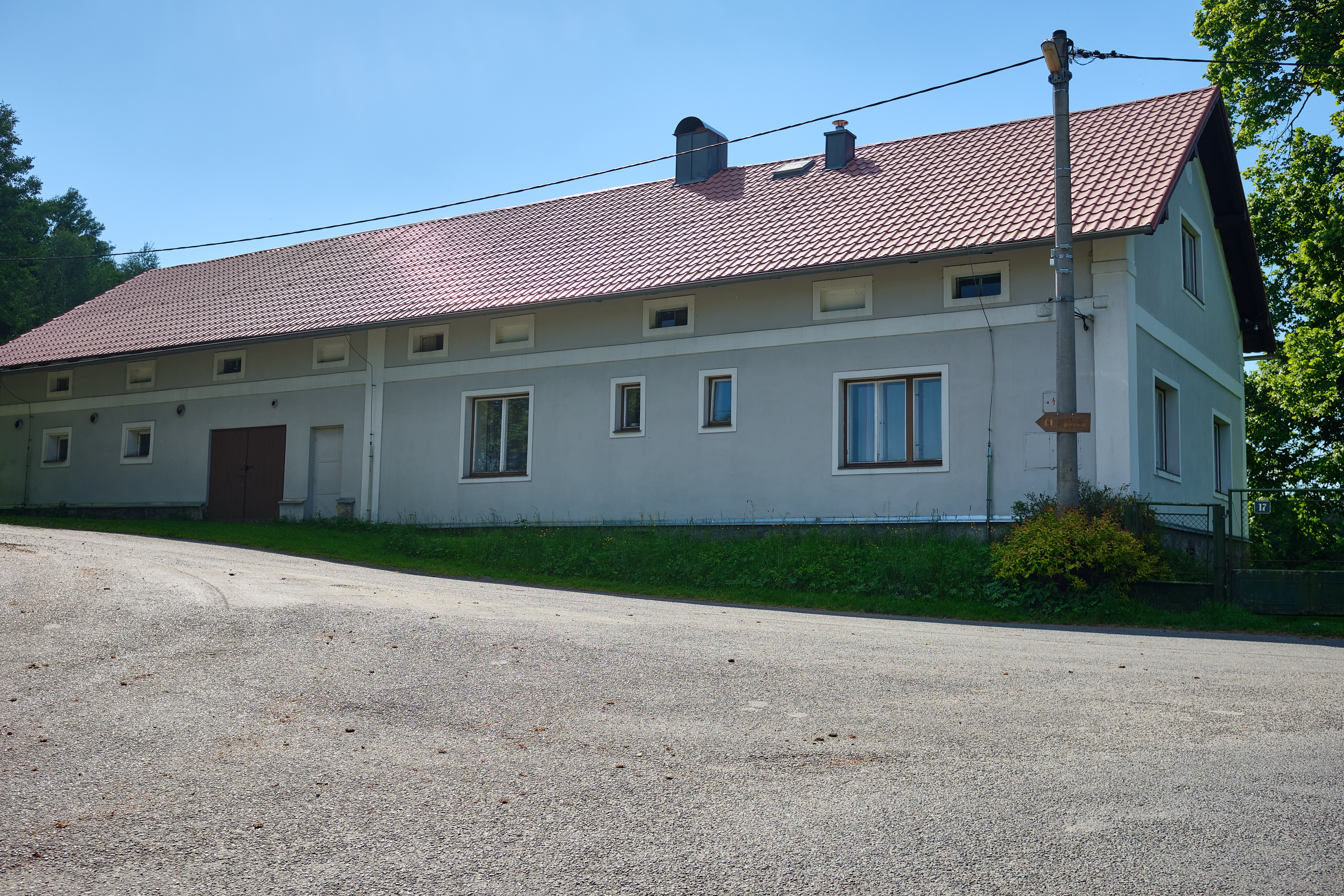
Dům č.p. 17 na rozvodí
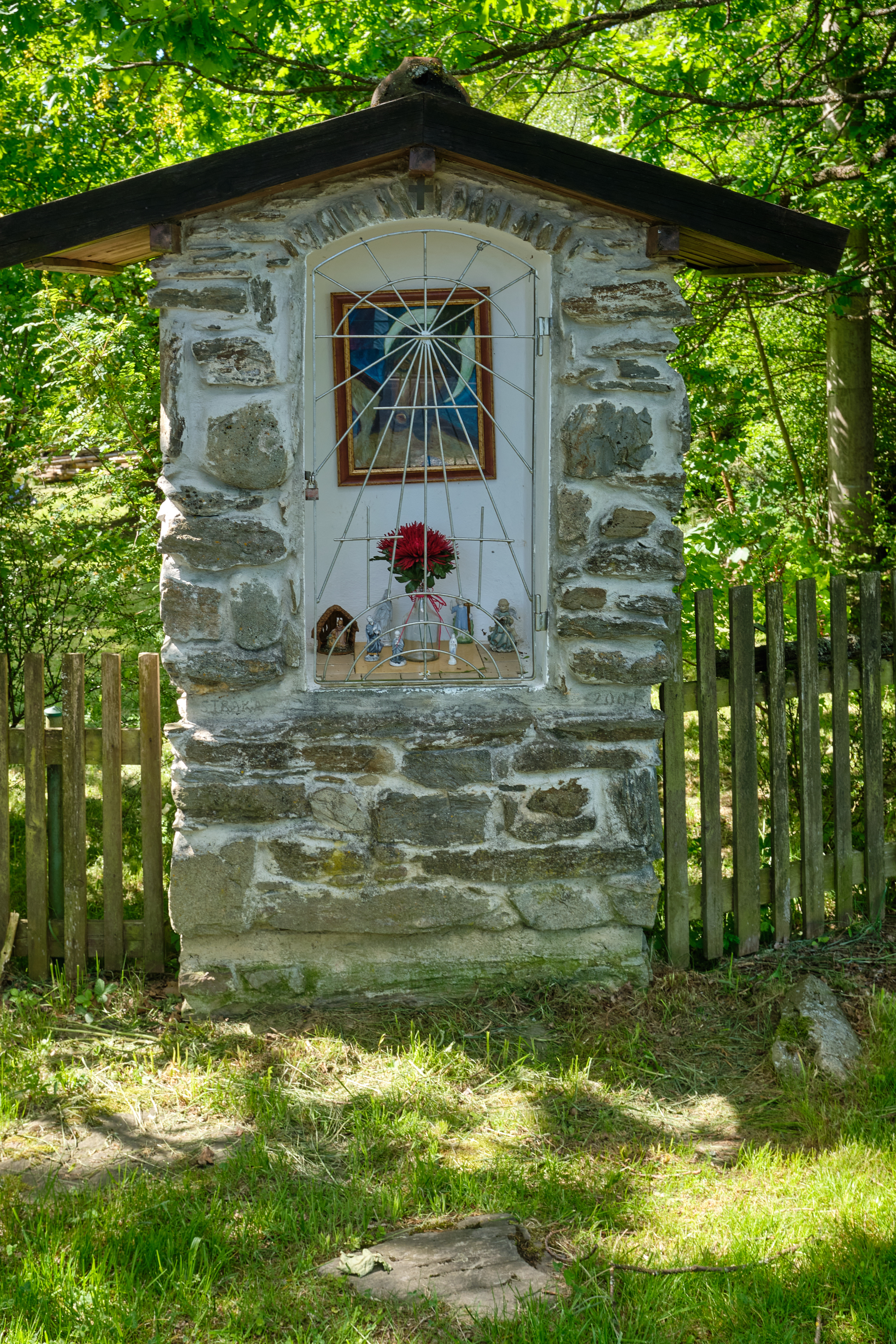
Výklenková kaplička
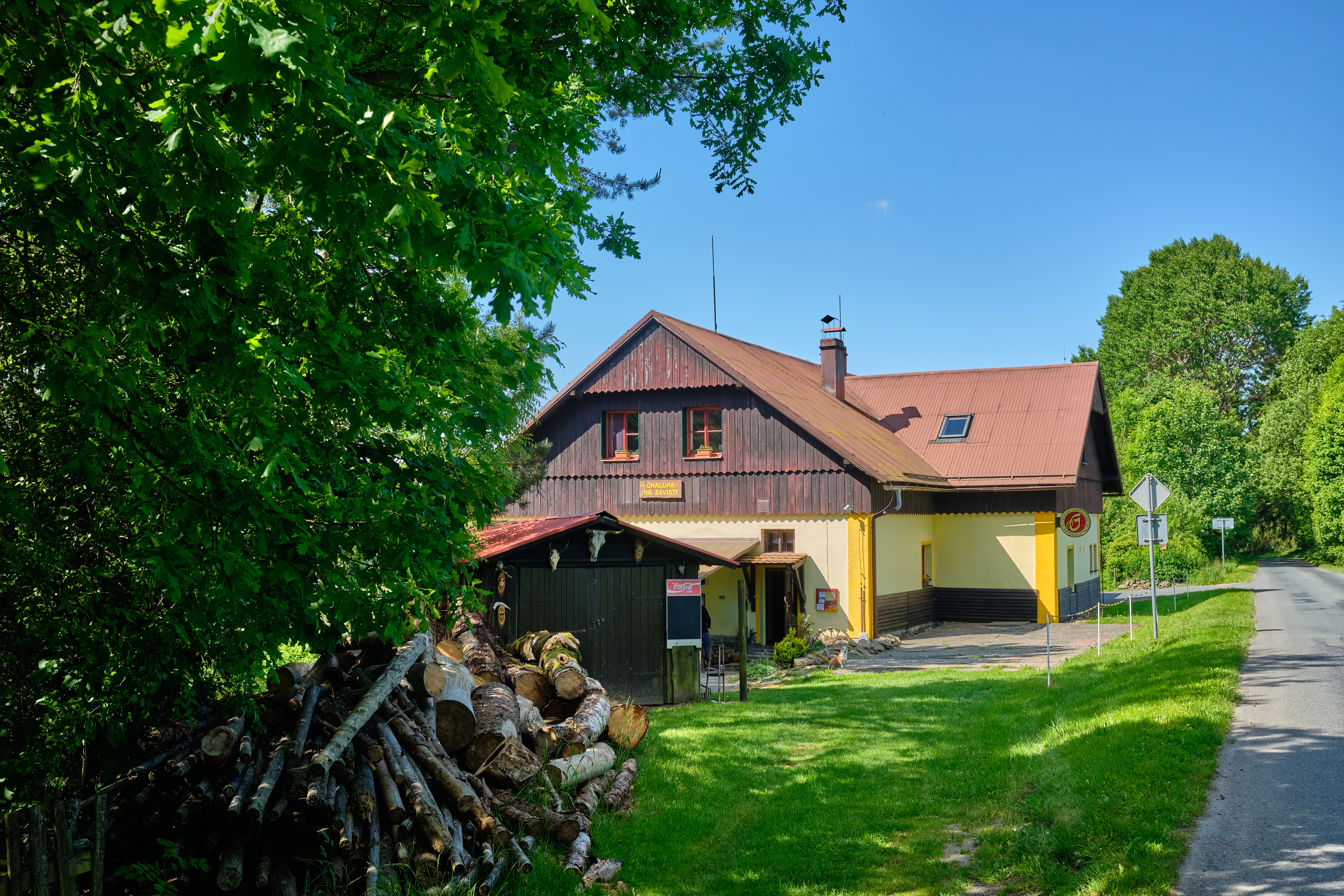
Chalupa na Závisti